# Kevin Pauwels
Kevin Pauwels (Ekeren, 12 april 1984) is een Belgisch voormalig veldrijder uit Kalmthout. Hij is de jongere broer van Tim Pauwels, die op 26 september 2004, tijdens een veldrit in Erpe-Mere overleed ten gevolge van een hartaderbreuk.

## Carrière

### Jeugd
Pauwels werd in 2002 Belgisch juniorkampioen en wereldkampioen veldrijden in Zolder. In de daaropvolgende zomer reed hij drie MTB-wedstrijden, waaronder het Belgisch kampioenschap in Frasnes-lez-Anvaing. Dit laatste kampioenschap won hij.
Twee jaar later werd hij opnieuw wereldkampioen veldrijden, deze keer bij de beloften in Pontchâteau. Hierna werd hij actief bij Fidea Cycling Team.
In zijn laatste seizoen bij de beloften won hij vijf wedstrijden en de eindstand in de Wereldbeker. Ook op de weg was hij dat jaar winnaar in Libin en de ronde van Luik. In september 2006 maakte hij de overstap naar de elite.

### Elite

#### Groei
Sinds het seizoen 2008-2009 is Marc Herremans zijn trainer. Het ging beter met Pauwels en in 2008 behaalde hij zijn eerste grote overwinning bij de profs in de Vlaamse Druivenveldrit van Overijse. Een jaar later volgde er een solo-overwinning in de wereldbeker van Heusden-Zolder.
In het seizoen 2010-2011 behaalde Pauwels vijf overwinningen. Ook op de kampioenschappen presteerde hij goed met een derde plek op het BK en WK.
Hij sloot het seizoen af met 21 podia en topviernoteringen in alle regelmatigheidscriteria en in de UCI-ranking.

#### Doorbraak
In maart 2011 wisselde Kevin Telenet-Fidea om voor Sunweb-Revor. Enkele maanden later werd hij in Halle Belgisch kampioen mountainbike, het begin van een superseizoen. Het seizoen begon met de zege in Erpe-Mere en gedurende het seizoen volgde er nog tien andere. Pauwels was in supervorm en verbaasde vriend en vijand.
Naast zijn elf zeges stond Kevin Pauwels twintig keer op het podium, werd UCI-leider en greep de eindzege in zowel de Gva Trofee als de Wereldbeker. Bij Sunweb-Revor waren ze zeer tevreden over de prestaties van Pauwels. De Kalmthoutenaar zag zijn lopende contract opengebroken, verbeterd en verlengd worden met twee jaar. Daardoor fietst hij zeker tot eind 2015 bij deze ploeg.
Ook in de daaropvolgende zomer presteerde Kevin Pauwels op een hoog niveau, met een tweede plaats in de koninginnenrit van de Ronde van België en opnieuw de Belgische mountainbiketitel. De man uit Kalmthout jaagde ook, weliswaar zonder succes, zijn Olympische mountainbikedroom na.
Seizoen 2012-2013 werd niet het seizoen van Kevin Pauwels. Ondanks zijn vijf prachtige zeges, bleef er een wrange nasmaak. Heel het jaar door werd Pauwels geplaagd door een mysterieuze haperende ketting, waardoor hij niet enkel zeges zag gaan vliegen, maar ook in de eindklassementen en op het WK niet meespeelde.
Het jaar nadien was ook niet het seizoen van Kevin Pauwels. Toch haalde hij twee overwinningen. In zijn thuisgemeente Kalmthout won het de laatste editie van de Bosduincross. In de eindejaarsperiode kon hij ook de vernieuwde Bpost Bank Trofee van Essen op zijn naam schrijven. Op het WK in Hoogerheide greep hij ook nog het brons.
2014-2015 zagen we weer de Kevin van weleer. Door de nieuwe begeleiding kon hij weer aan zijn terugkeer naar de top werken. Het seizoen begon nog rustig, maar vanaf zijn zege in de Superprestige van Zonhoven was de oude Kevin weer terug. De overwinningen volgden in snel tempo. Hij hield zijn niveau aan tot op het einde van het seizoen. Met acht overwinningen en minstens dubbel zo veel podiumplaatsen, deed Kevin het ook goed in de klassementen. Hij boekte voor de tweede keer de eindzege in de wereldbeker en was ook tweede in de Superprestige en Bpost Bank Trofee. Ondanks de opmars van de jonge talenten Mathieu van der Poel en Wout van Aert, kon hij het seizoen afsluiten op de eerste plaats in het UCI-klassement.

#### Einde
Op 11 februari 2019 kondigde Kevin Pauwels aan te stoppen met veldrijden. Als reden gaf hij aan niet meer de prestaties te kunnen leveren die hij wou door zijn leeftijd en aanhoudende rugproblemen. Op 24 februari 2019 reed en won hij zijn laatste wedstrijd in Oostmalle.

## Palmares

### Erelijst
| Seizoen   | Wereldbeker | Superprestige | GvA Trofee | UCI   | WK    | BK     | EK     | BK MTB |
| --------- | ----------- | ------------- | ---------- | ----- | ----- | ------ | ------ | ------ |
| 2006-2007 | 10e         | 8e            | 11e        | 5e    | 5e    | 10e    | n.v.t. | /      |
| 2007-2008 | 12e         | 12e           | 11e        | 11e   | 8e    | 8e     | n.v.t. | /      |
| 2008-2009 | 4e          | 4e            | 4e         | 5e    | 5e    | Brons  | n.v.t. | /      |
| 2009-2010 | 6e          | 5e            | 4e         | 6e    | 25e   | 10e    | n.v.t. | /      |
| 2010-2011 | Zilver      | Zilver        | 4e         | Brons | Brons | Brons  | n.v.t. | /      |
| 2011-2012 | Goud        | Zilver        | Goud       | Goud  | Brons | 10e    | n.v.t. | Goud   |
| 2012-2013 | Zilver      | 4e            | Brons      | Brons | 13e   | Brons  | n.v.t. | Goud   |
| 2013-2014 | 4e          | 7e            | 8e         | 4e    | Brons | 8e     | n.v.t. | 7e     |
| 2014-2015 | Goud        | Zilver        | Zilver     | Goud  | 4e    | 5e     | n.v.t. | /      |
| 2015-2016 | Brons       | 4e            | Zilver     | Brons | Brons | 7e     | Brons  | /      |
| 2016-2017 | Zilver      | 4e            | Zilver     | Brons | Brons | Zilver | 6e     | /      |
| 2017-2018 | 6e          | 8e            | 5e         | 15e   | /     | 8e     | 10e    | /      |
| 2018-2019 | 10e         | 11e           | 9e         | 15e   | /     | 8e     | /      | /      |

### Veldrijden
| Seizoen   | Wereldbeker                                        | Superprestige                            | GvA Trofee/bpost bank trofee               | WK    | EK     | BK     | Overige                       | Totaal aantal zeges |
| --------- | -------------------------------------------------- | ---------------------------------------- | ------------------------------------------ | ----- | ------ | ------ | ----------------------------- | ------------------- |
| 2006-2007 |                                                    |                                          |                                            | 5e    | n.v.t. | 10e    |                               | 0                   |
| 2007-2008 |                                                    |                                          |                                            | 8e    | n.v.t. | 8e     |                               | 0                   |
| 2008-2009 |                                                    |                                          |                                            | 5e    | n.v.t. | Brons  | Overijse                      | 1                   |
| 2009-2010 | Zolder                                             |                                          |                                            | 25e   | n.v.t. | 10e    |                               | 1                   |
| 2010-2011 | Pontchâteau                                        |                                          | Hasselt, Lille                             | Brons | n.v.t. | Brons  | Otegem, Heerlen               | 5                   |
| 2011-2012 | Tábor, Igorre, Zolder, Hoogerheide, Eindklassement | Gavere                                   | Oudenaarde, Ronse, Hasselt, Eindklassement | Brons | n.v.t. | 10e    | Erpe-Mere, Otegem, Heerlen    | 11                  |
| 2012-2013 | Tábor, Namen, Rome                                 |                                          | Baal                                       | 13e   | n.v.t. | Brons  | Antwerpen                     | 5                   |
| 2013-2014 |                                                    |                                          | Essen                                      | Brons | n.v.t. | 8e     | Kalmthout                     | 2                   |
| 2014-2015 | Milton Keynes, Namen, Eindklassement               | Zonhoven, Spa-Francorchamps, Middelkerke | Hasselt                                    | 4e    | n.v.t. | 5e     | Otegem, Maldegem              | 8                   |
| 2015-2016 |                                                    | Ruddervoorde                             |                                            | Brons | Brons  | 7e     | Niel, Oostmalle               | 3                   |
| 2016-2017 |                                                    |                                          |                                            | Brons | 6e     | Zilver |                               | 0                   |
| 2017-2018 |                                                    |                                          |                                            | /     | 10e    | 8e     |                               | 0                   |
| 2018-2019 |                                                    |                                          |                                            |       | /      | 8e     | Hasselt, Zonnebeke, Oostmalle | 3                   |
| Totaal    | 11                                                 | 5                                        | 8                                          | 0     | 0      | 0      | 15                            | 39                  |

### MTB
| Seizoen | Wereldbeker | Kampioenschappen | Overige     | Totaal aantal zeges |
| ------- | ----------- | ---------------- | ----------- | ------------------- |
| 2011    |             | BK               | Waregem     | 2                   |
| 2012    |             | BK               |             | 1                   |
| 2013    |             |                  | Landgraaf   | 1                   |
| 2018    |             |                  | Kluisbergen | 1                   |
| Totaal  | 0           | 2                | 3           | 5                   |

### Wegwielrennen
2006 - 2 zeges
- 4e etappe Arden Challenge
- 5e etappe Ronde van Luik

2007 - 1 zege
- 1e etappe Ronde van Lleida

2008 - 1 zege
- 2e etappe Ronde van Lleida

2010 - 2 zeges
- 1e etappe Flèche du Sud
- 4e etappe Ronde van Servië

2011 - 1 zege
- 3e etappe Kreiz Breizh

2014 - 1 zege
- 2e etappe Ronde van Namen

2016 - 1 zege
- 5e etappe Ronde van Luik

2018 - 1 zege
- 2e etappe Ronde van Luik

Totaal: 10 zeges

### Jeugd
- Wereldkampioenschap veldrijden 2x: 2002 (junioren) en 2004 (beloften)
- Belgisch kampioenschap veldrijden 1x: 2002 (junioren)
- Belgisch kampioenschap mountainbike 1x: 2002 (junioren)

## Ploegen
- 2004- Fidea Cycling Team
- 2005- Fidea Cycling Team
- 2006- Fidea Cycling Team
- 2007- Fidea Cycling Team
- 2008- Fidea Cycling Team
- 2009- Telenet-Fidea
- 2010- Telenet-Fidea
- 2011- Telenet-Fidea (tot 28/02)
- 2011- Sunweb-Revor (vanaf 01/03)
- 2012- Sunweb-Revor
- 2013- Sunweb-Napoleon Games Cycling Team
- 2014- Sunweb-Napoleon Games Cycling Team
- 2015- Sunweb-Napoleon Games Cycling Team
- 2016- Marlux-Napoleon Games
- 2017- Marlux-Napoleon Games
- 2018- Marlux-Bingoal

## Varia
- Pauwels' transfer in 2011 van Telenet-Fidea naar Sunweb-Revor verliep niet zonder slag of stoot. Het werd een getouwtrek tussen Jurgen Mettepenningen, manager van Sunweb, en Hans van Kasteren, manager van Telenet-Fidea. Sunweb haalde zijn slag thuis.
- Na de dood van Pauwels' broer Tim - tijdens de cross in Erpe-Mere - twijfelde Pauwels lang over het voortzetten van zijn carrière.
- De ouders van Pauwels zijn varkensboeren, zelf studeerde hij tuinbouw.